# Спортивна арена Університету Квандон

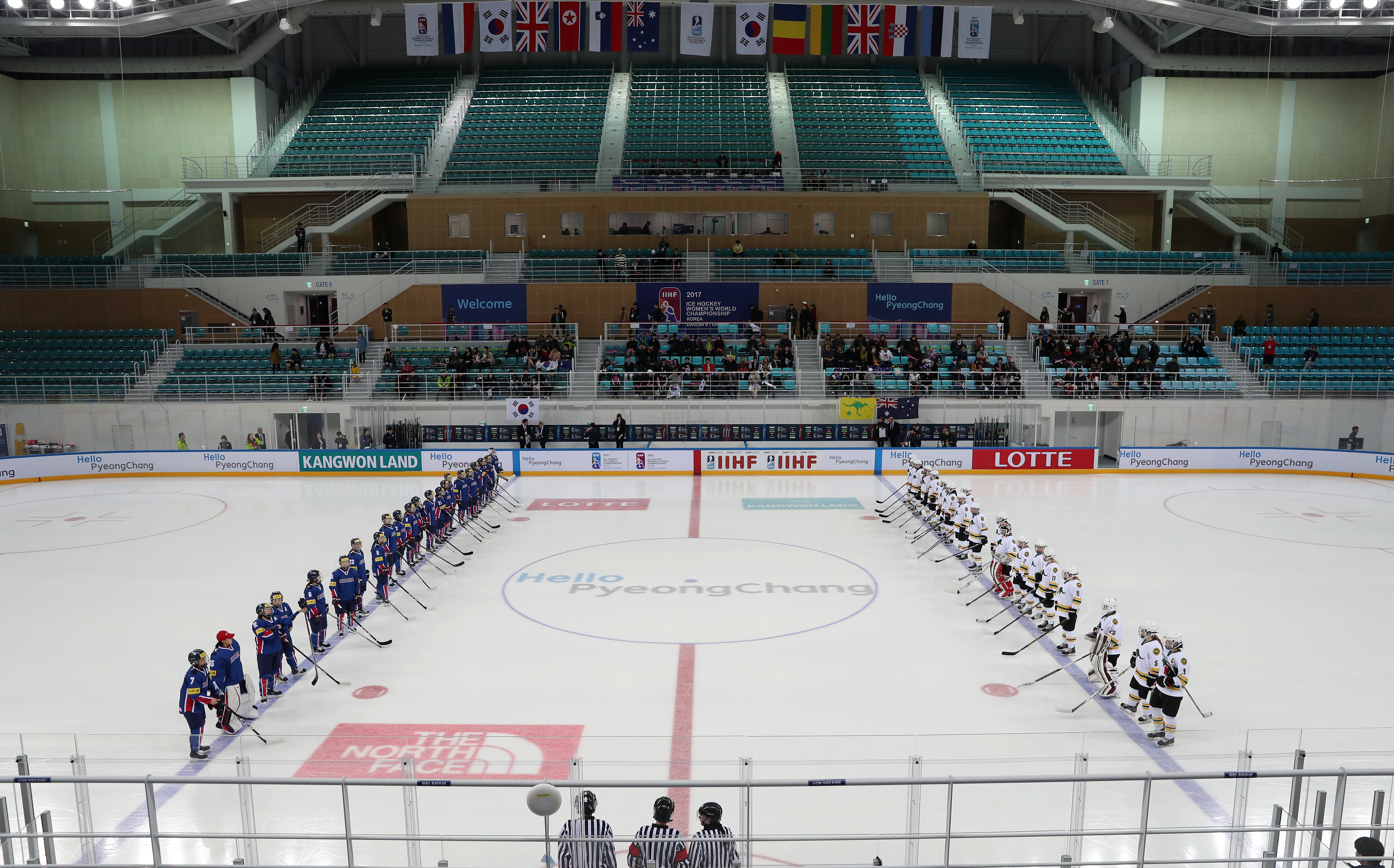
Спортивна арена

Спортивна арена Університету Квандон — стадіон в кампусі Католицького університету Квандон у Каннині. Це другий за значимістю хокейний стадіон Олімпіади-2018 у Кореї. Планована місткість — 6000 місць. Закінчення будівництва — 2016.

## Змагання
- Група А. Другий дивізіон чемпіонату світу з хокею з шайбою 2017 (жінки)
- Група А. Другий дивізіон чемпіонату світу з хокею з шайбою серед юніорських команд 2017
- Хокей на зимових Олімпійських іграх 2018 — 10-24 лютого 2018

## Використання
Після закінчення Ігор, стадіон буде використовуватися як спортивна зала Університету Квандон.